# Prairiebuizerd
De prairiebuizerd (Buteo swainsoni) is een roofvogel uit de familie van de Accipitridae. Deze vogel is genoemd naar de Engelse ornitholoog William John Swainson.

## Verspreiding en leefgebied
Deze soort broedt in Noord-Amerika en overwintert in Zuid-Amerika.